# Dans la ville de S
Pour plus de détails, voir Fiche technique et Distribution.
Dans la ville de S (en russe : В городе С., V gorode S.) est un film soviétique réalisé par Iossif Kheifitz, sorti en 1966, tiré de la nouvelle Ionytch d'Anton Tchekhov.

## Fiche technique
- Titre : Dans la ville de S
- Titre original : russe : В городе С.
- Réalisation : Iossif Kheifitz
- Scénario : Iossif Kheifitz, d'après la nouvelle Ionytch d'Anton Tchekhov (1898)
- Direction artistique : Isaak Kaplan, Berta Manevitch
- Musique : Nadejda Simonian
- Photographie : Heinrich Maradjian
- Montage : Stera Gorakova
- Son : Konstantin Lashkov
- Maquillage : Vassili Oulianov
- Rédacteur : Leonid Rakhmanov
- Directeur du film : Moïssei Gendenstein
- Production : Lenfilm
- Langue : russe
- Pays d'origine : U.R.S.S.
- Format : noir et blanc - 1,37:1 - Mono - 35 mm
- Genre : drame
- Durée : 97 minutes
- Date de sortie : 29 mai 1967 en  Union soviétique

## Distribution
- Andreï Popov : Anton Tchekhov
- Anatoli Papanov : Dmitri Ionytch Startsev
- Nonna Terentieva : Ekaterina Tourkine
- Lydia Chtykan : Vera Tourkine, mère de Ekaterina
- Igor Gorbatchev : Ivan Tourkine, père de Ekaterina
- Alexeï Batalov : Shergov
- Alexandre Borissov : Puzyrev
- Leonid Bykov : charretier
- Ivan Krasko : écrivain
- Olga Gobzeva : professeur
- Rina Zelionaïa : écrivain
- Iya Savvina : dame avec chien
- Nikolaï Sergueïev : moujik
- Gueorgui Youmatov : assistant médical
- Stepan Krylov : Siniukhine
- Olga Arosseva : Maria Tchekhova
- Lilia Gourov : Anissya, mère du garçon malade Yakov.